# Rodestein
Rodestein is een 18e-eeuwse rijksmonumentale dwarshuisboerderij gelegen aan de Kersweg in de Nederlandse plaats Amerongen (provincie Utrecht). Waarschijnlijk is de boerderij het bouwhuis van Huis Royestein.
De locatie van Huis Royestein en Rodestein was de plek waar in 1585 de slag bij Amerongen plaatsvond.
In het voorhuis is nog een vijf traveeën brede houten wand, welke is beschreven als een bedstede. Meer waarschijnlijk gaat het hier om een schuilkerk.
Naast het huis staat een driebeukige tabaksschuur.